# Nothrus crinitus
Nothrus crinitus är en kvalsterart som först beskrevs av Berlese 1916.  Nothrus crinitus ingår i släktet Nothrus och familjen Nothridae. Inga underarter finns listade i Catalogue of Life.